# Tatami (armatura)
Tatami gusoku è un tipo di armatura giapponese sviluppatasi nel Periodo Sengoku. Quando la necessità di armare crebbe rapidamente, un crescente numero di guerrieri (sia samurai sia miliziani ashigaru) portò allo sviluppo di armature/corazze meno complesse rispetto alla tradizionale Dō.
Erano costituite da lamelle di cuoio/ferro interconnesse da maglia di ferro kusari sopra uno strato di stoffa.

## Tipologie
Si dividevano in tre tipologie fondamentali: 
- karuta-tatami-gusoku - armatura in maglia di ferro e lamelle di ferro/cuoio;
- kikko-tatami-gusoku - armatura in maglia di ferro e lamelle di ferro/cuoio tipo kikko (esagonali); e
- kusari-tatami-gusoku - armatura in maglia di ferro.

### Karuta-tatami-gusoku
Karuta è una tipologia di lamella di forma quadrata/rettangolare di ferro/cuoio laccato connessa ad una maglia di ferro e indossata sopra una sottoveste di stoffa.

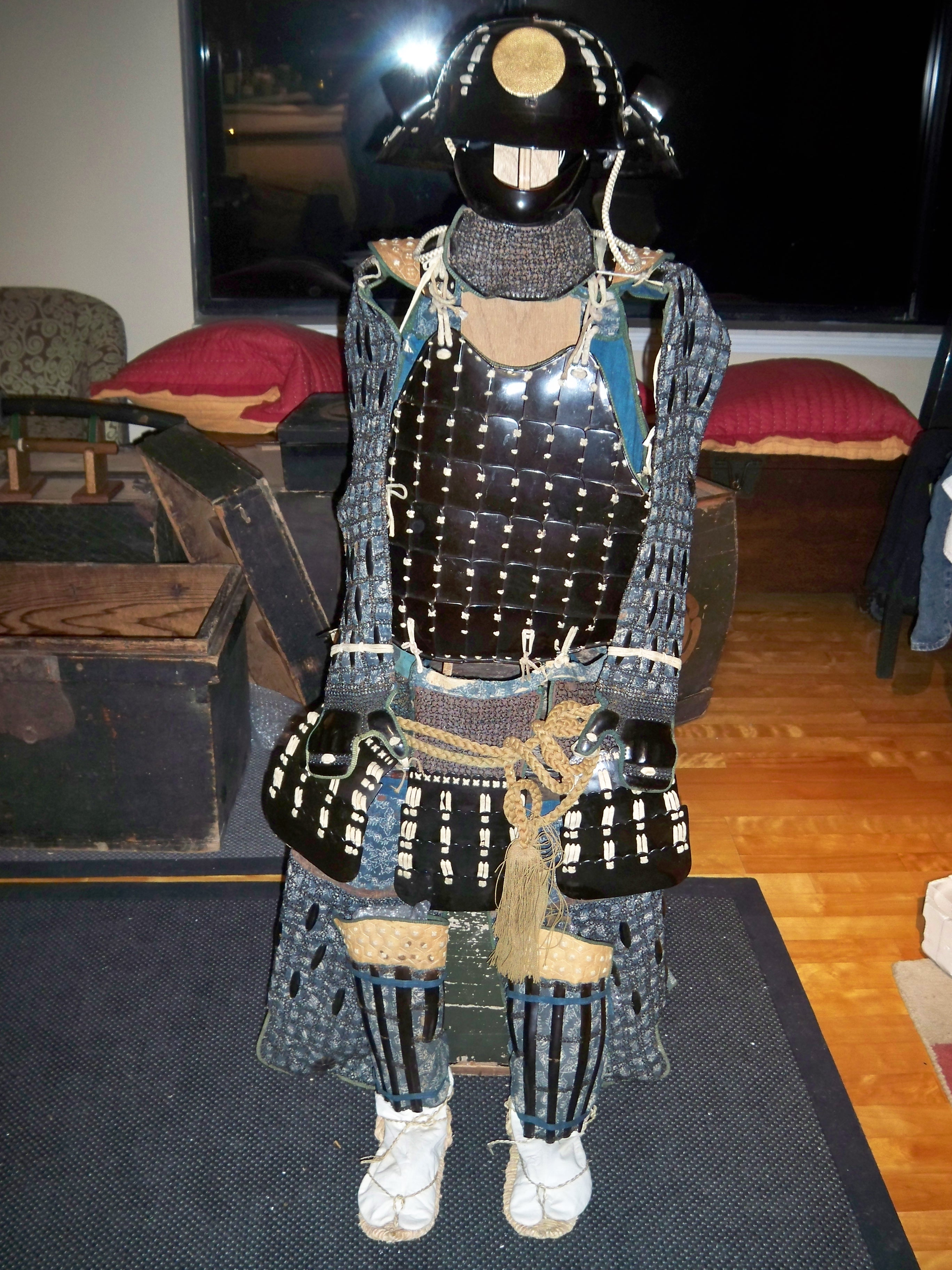
Armatura tipo tatami gusoku, comprendente corazza karuta tatami dō ed elmo chochin kabuto, del Periodo Edo.
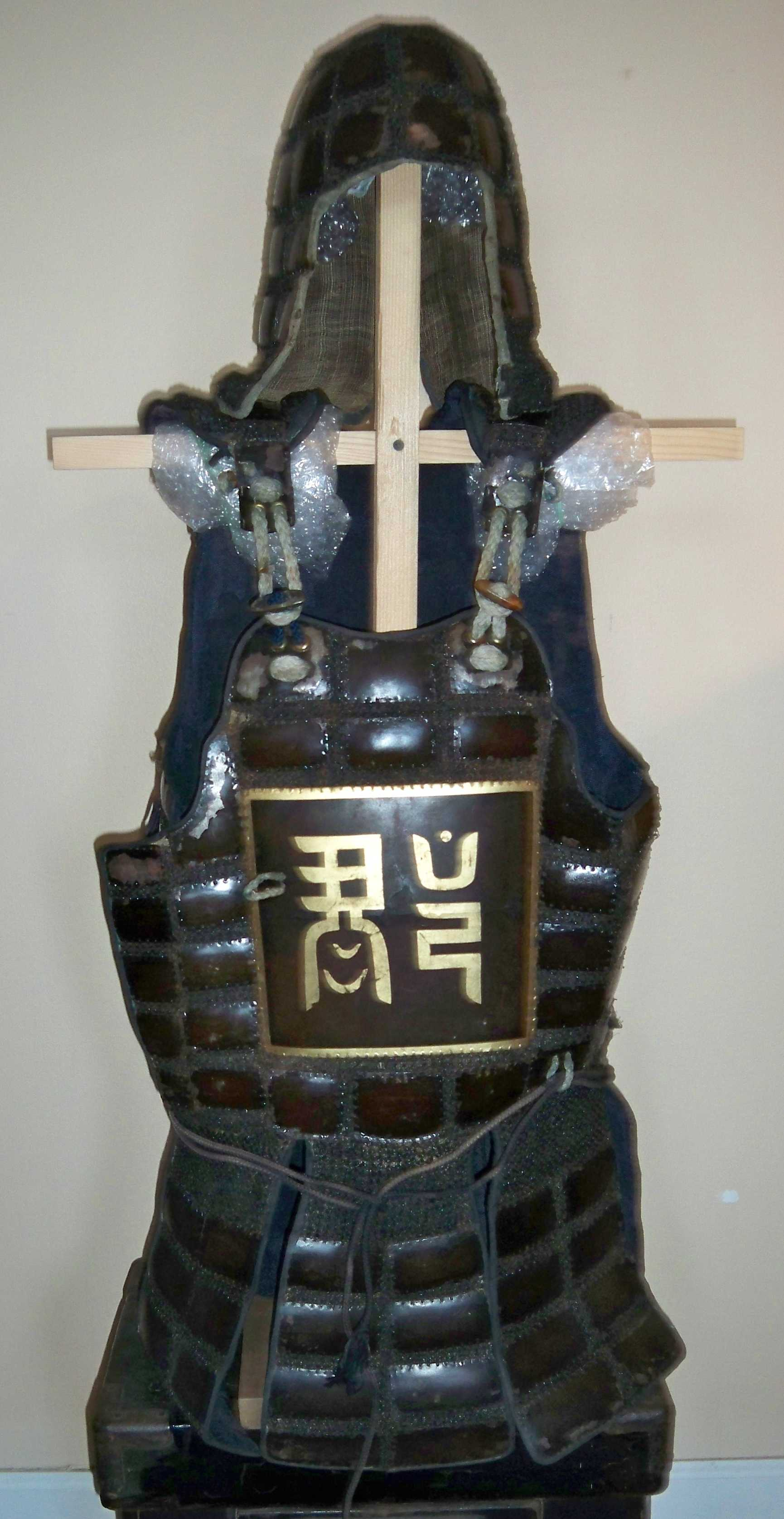
Corazza Karuta tatami dō con cappuccio Karuta zukin.
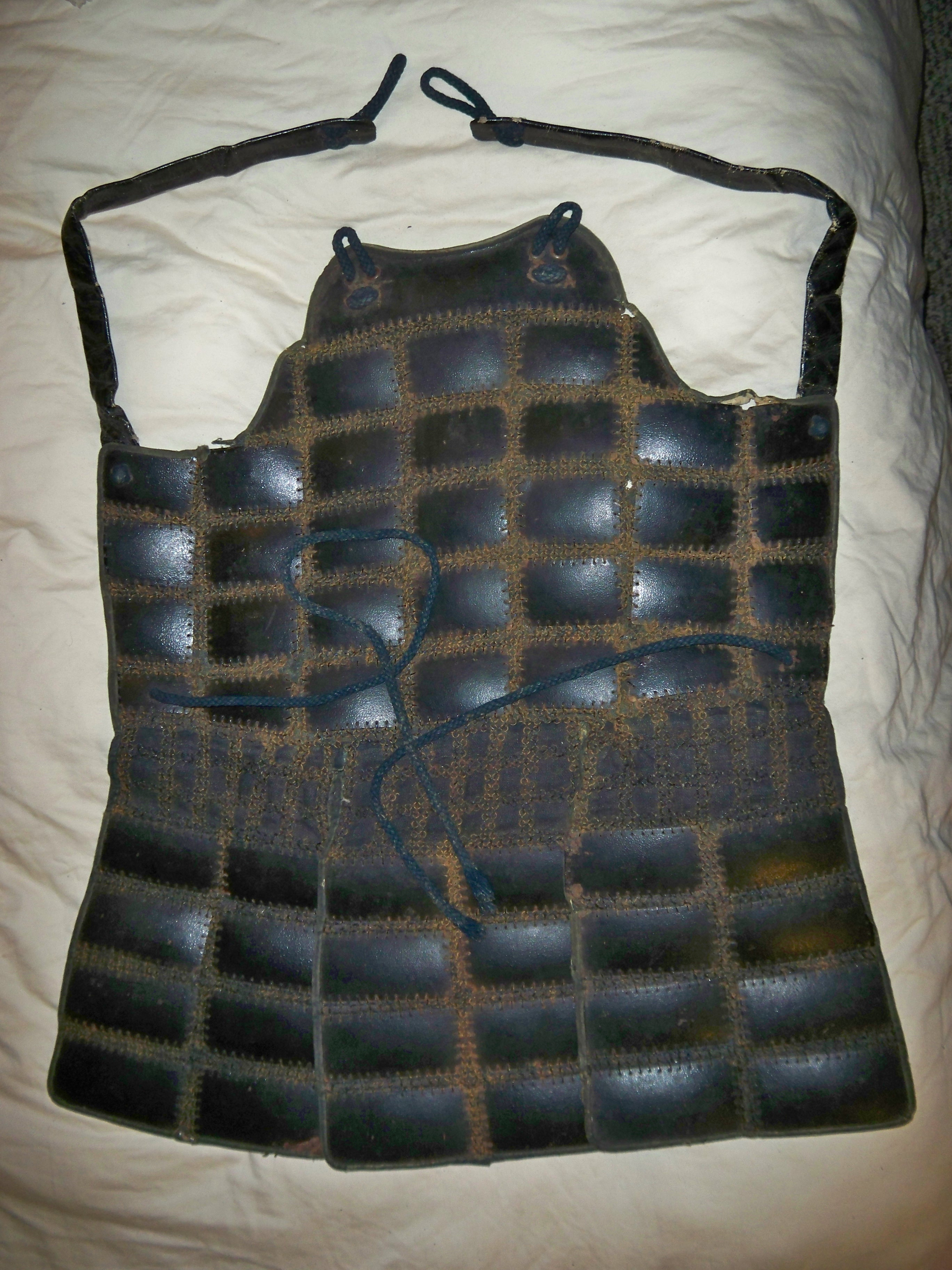
Corazza Karuta tatami dō tipo hara-ate del Periodo Edo.
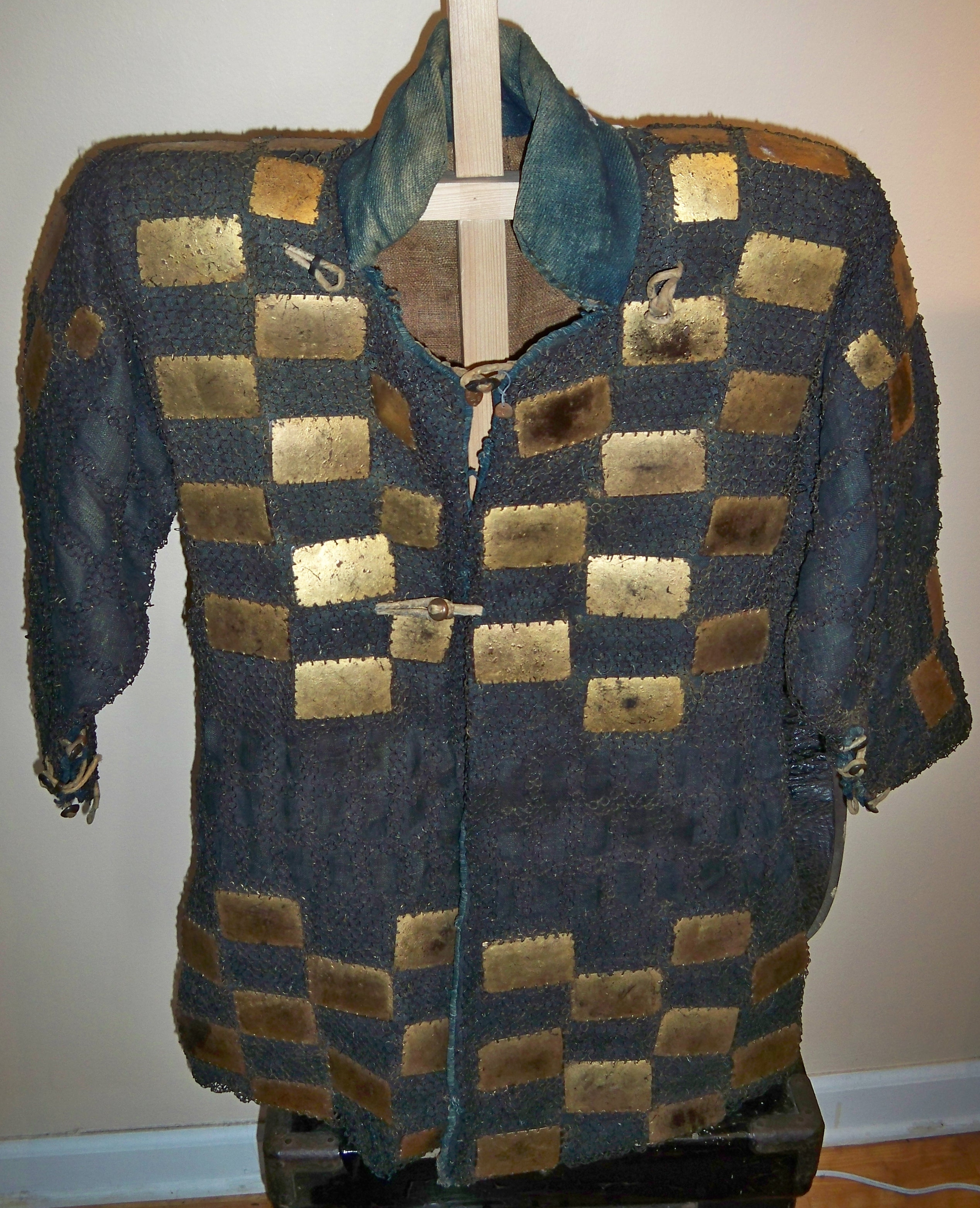
Brigantina Karuta katabira.

### Kikko-tatami-gusoku
Kikko è una tipologia di lamella di forma esagonale di ferro/cuoio laccato connessa ad una maglia di ferro e indossata sopra una sottoveste di stoffa.

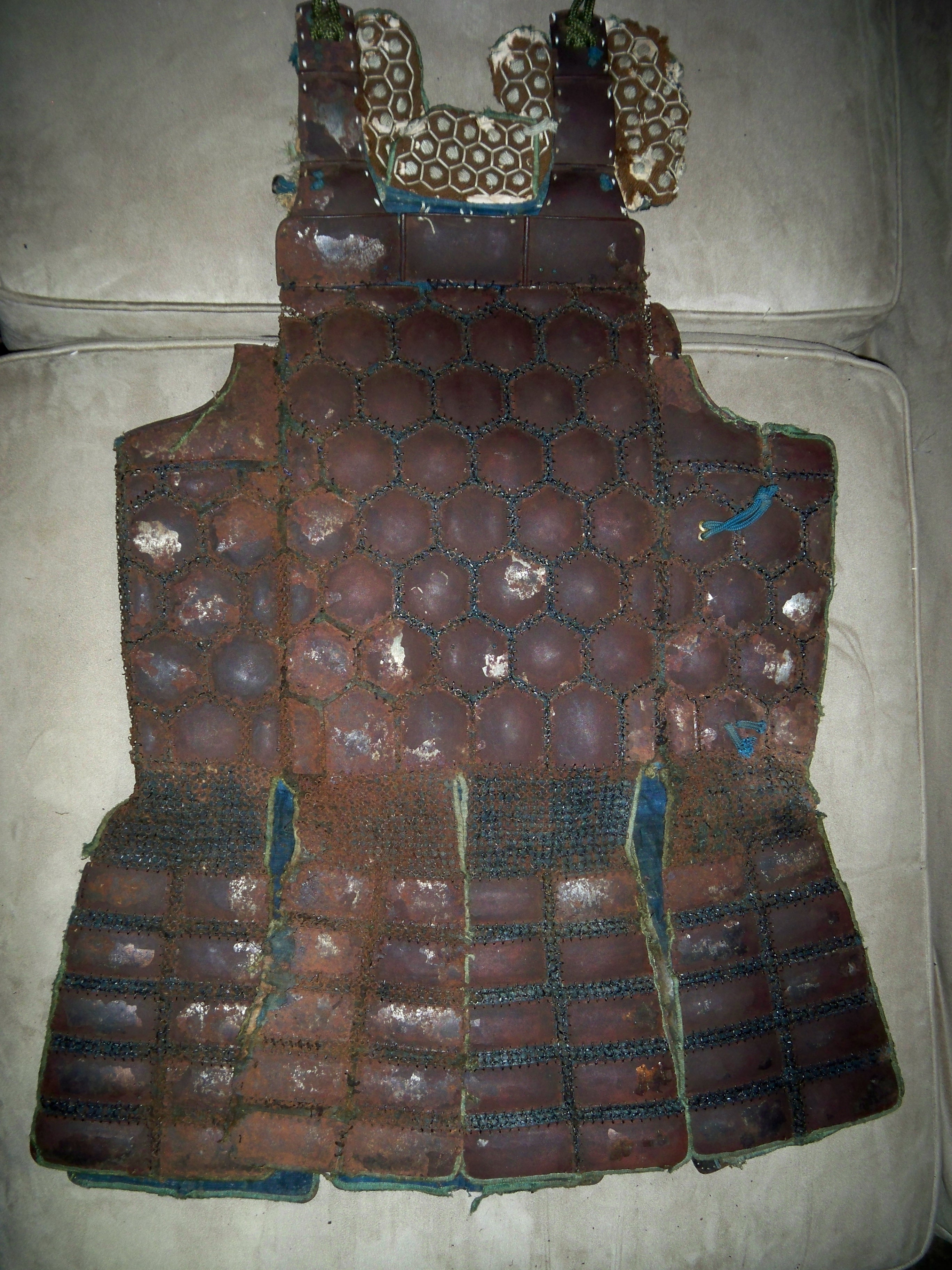
Corazza Tetsu kikko tatami dō occultabile sotto le vesti (Periodo Edo).
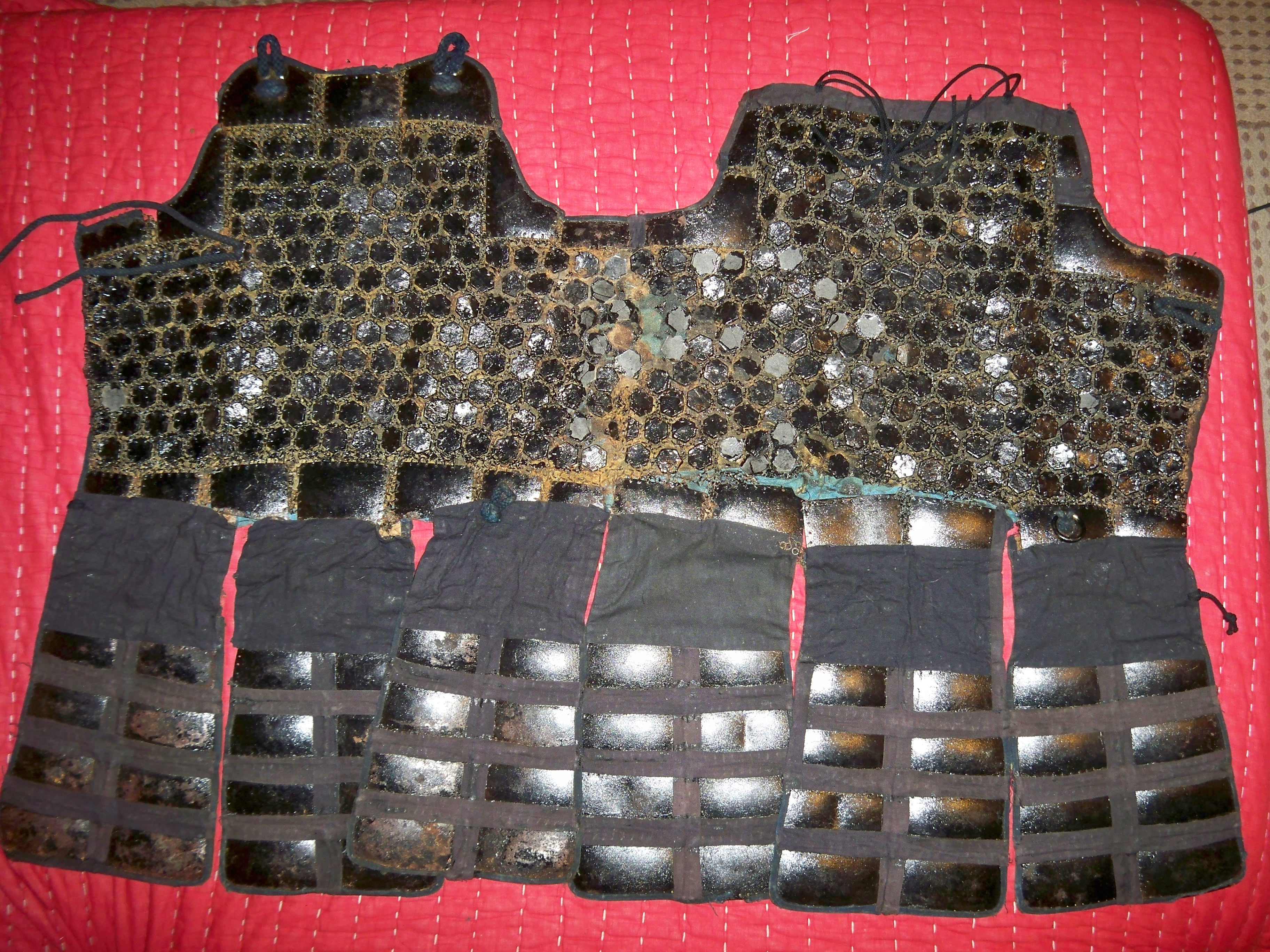
Corazza Kikko tatami dō-maru slacciata (Periodo Edo).
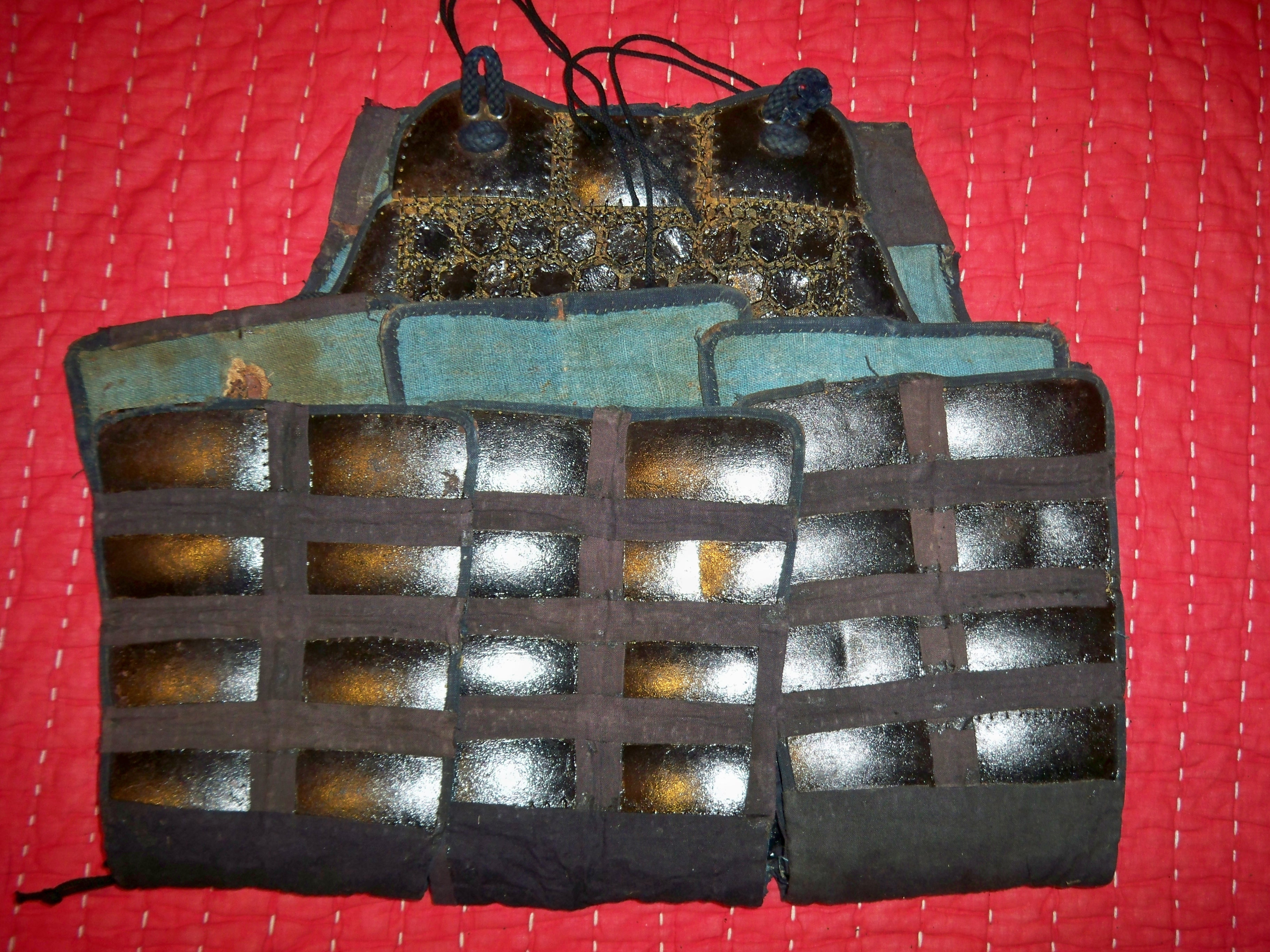
Corazza Kikko tatami dō-maru allacciata (Periodo Edo).
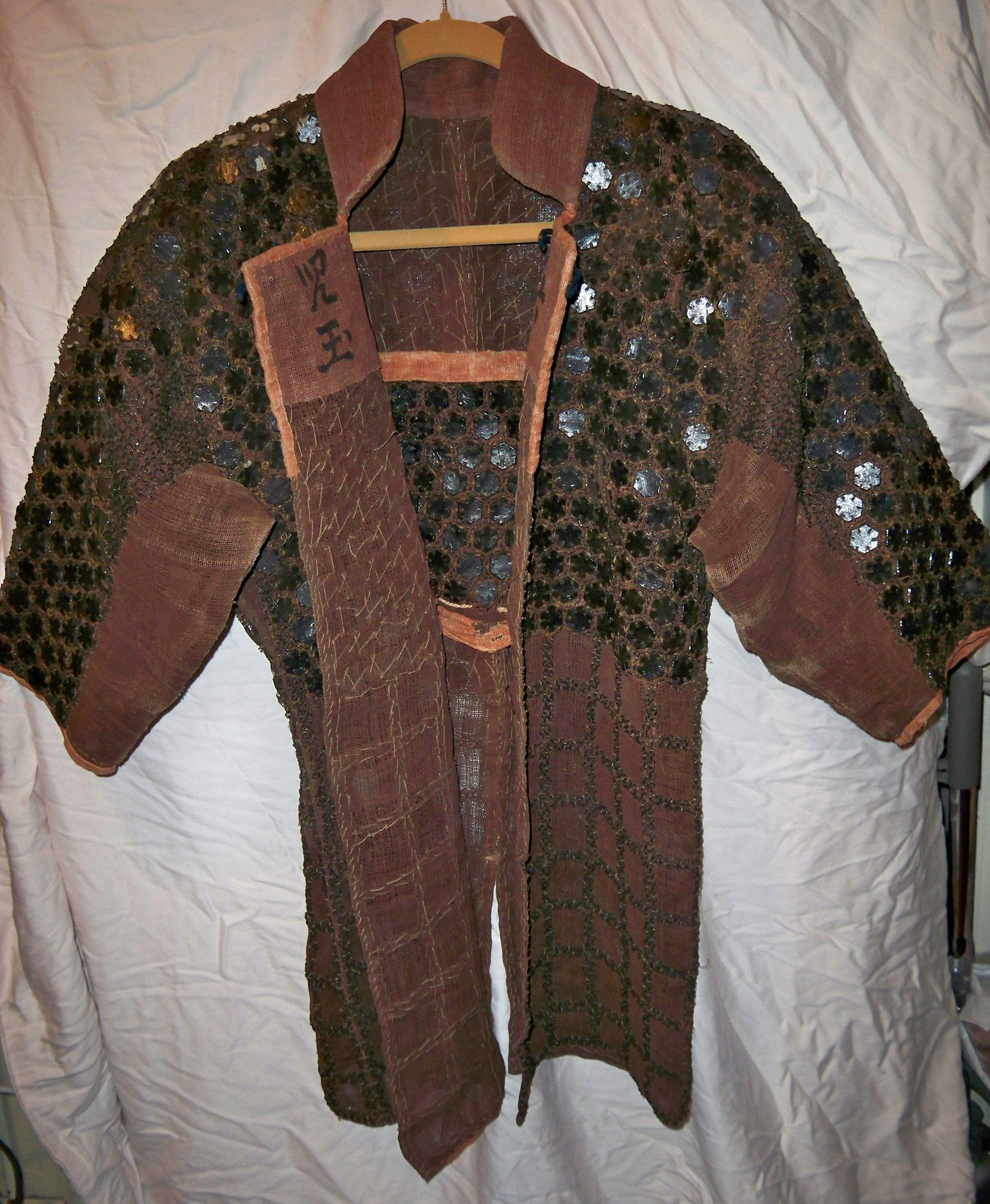
Brigantina Kikko katabira.

### Kusari-tatami-gusoku
Armatura giapponese interamente realizzata in maglia di ferro, portata sopra una sottoveste di stoffa/cuoio.

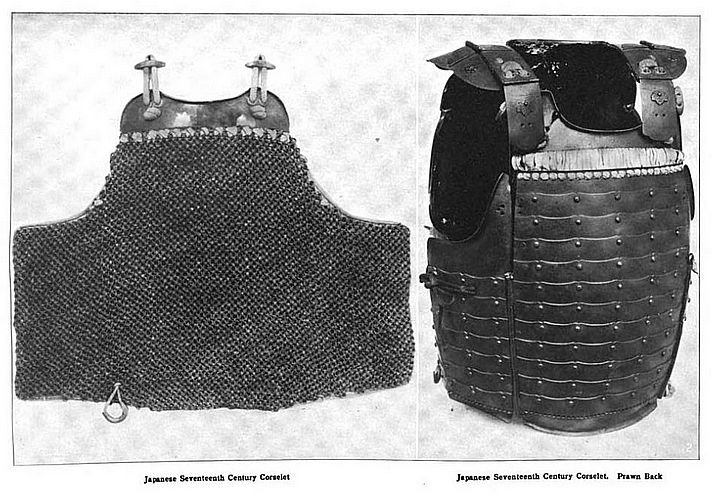
Corazza in maglia di ferro Kusari tatami dō accanto ad una corazza a scaglie di ferro.
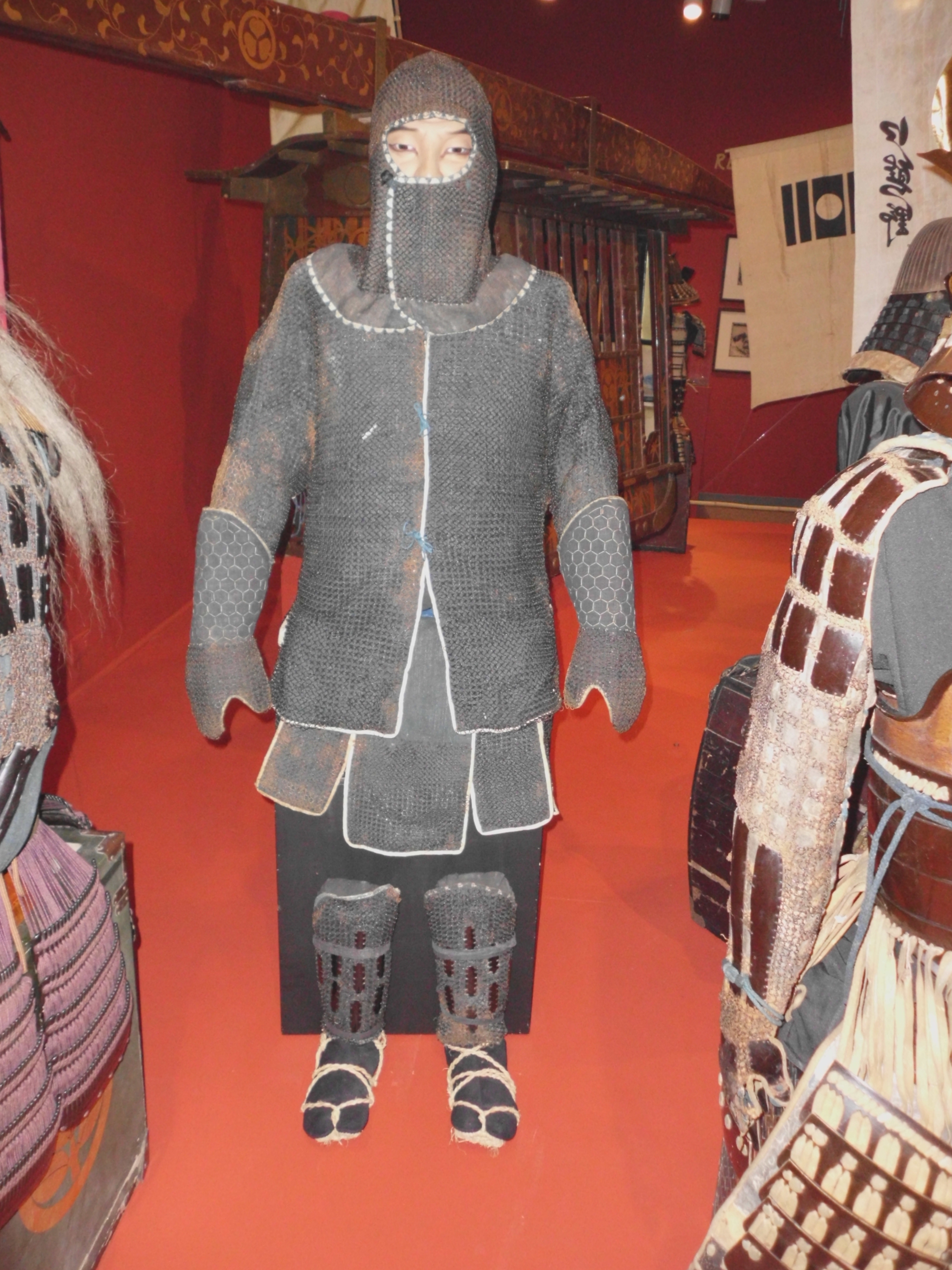
Armatura completa in maglia di ferro Kusari tatami gusoku.
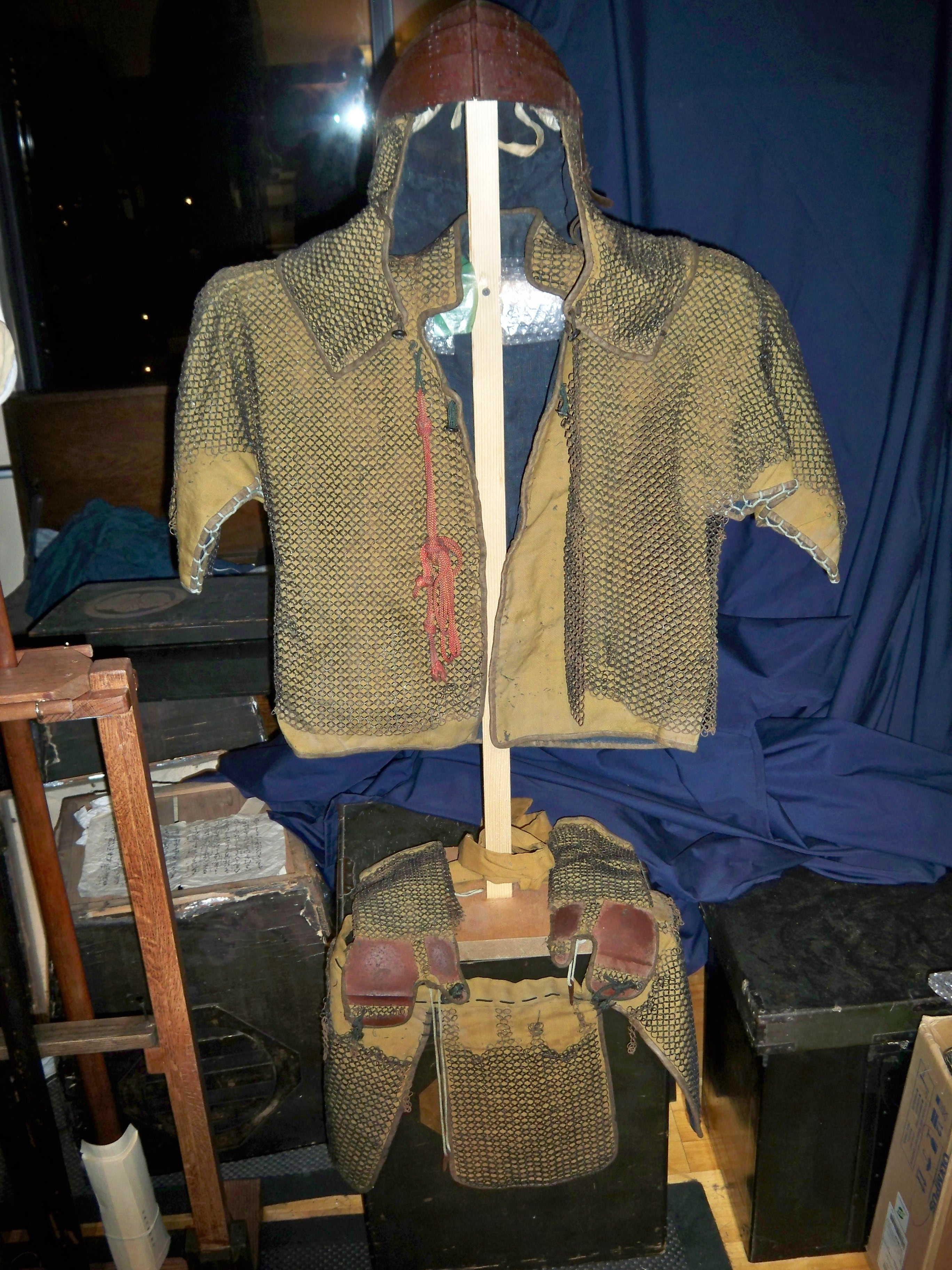
Armatura completa in maglia di ferro Kusari tatami gusoku.